# Seznam medailistů na mistrovství světa v běhu na 100 m
Běh na 100 metrů patří do programu mistrovství světa od prvního ročníku v roce 1983. Jde o jednu z nejsledovanějším disciplín světového šampionátu.

## Rekordmani mistrovství světa v atletice

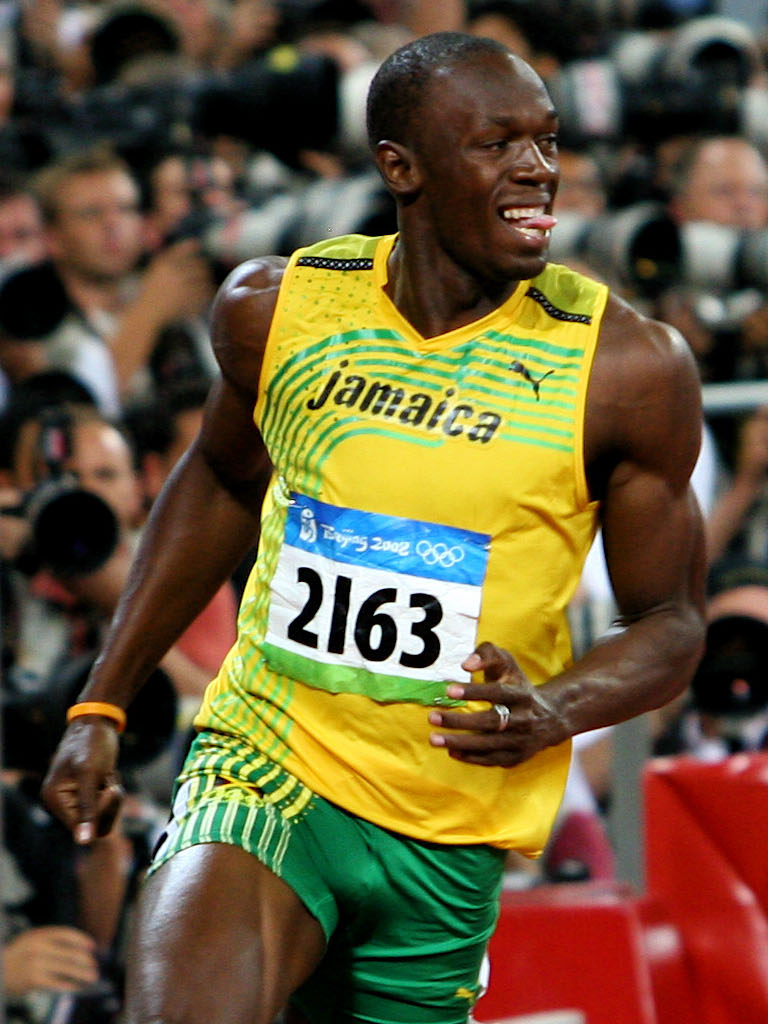
Muži –  Usain Bolt
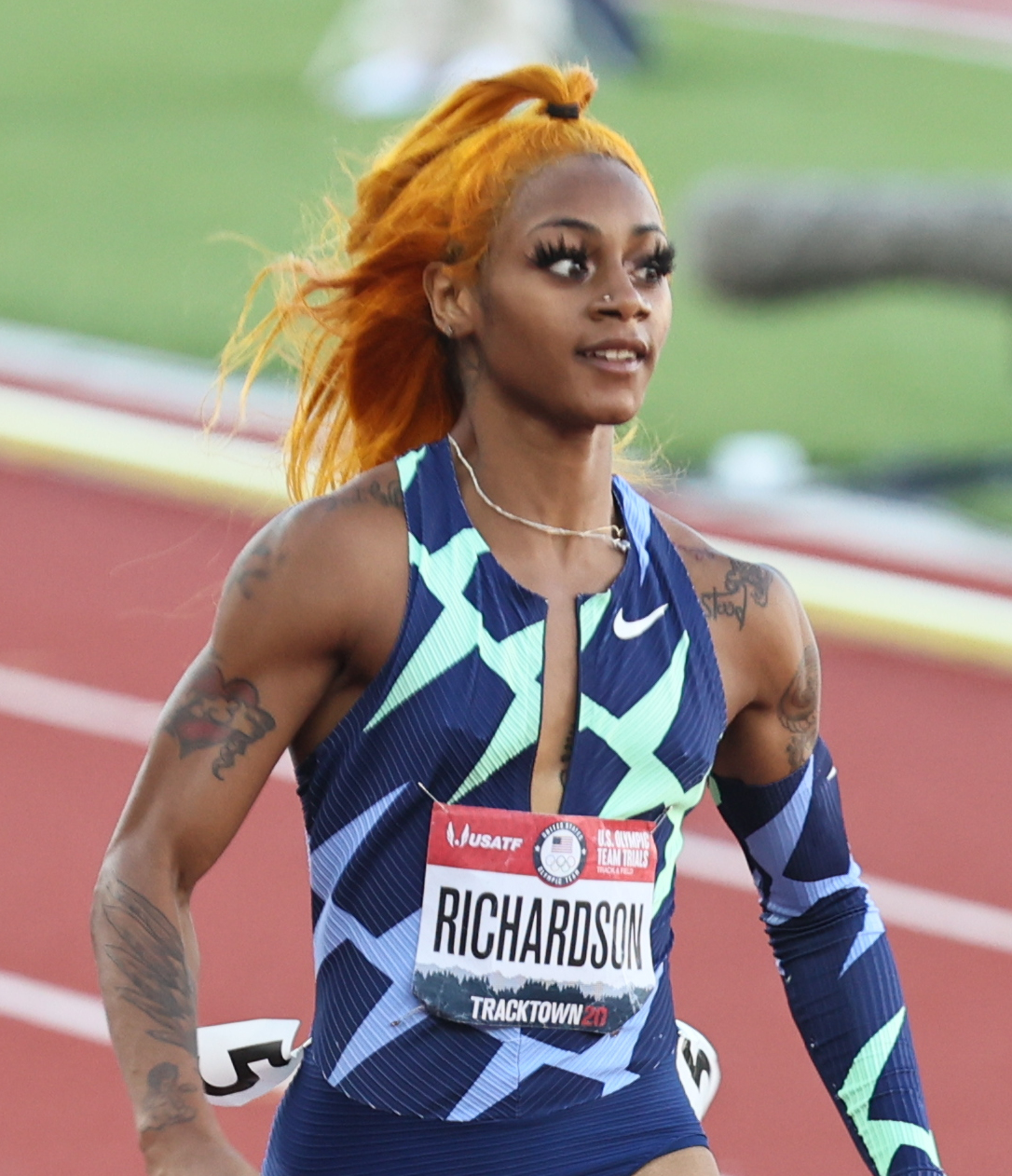
Ženy -  Sha'Carri Richardsonová

### Muži
| Rok     | Místo     | Zlato             | Výkon vítěze | Stříbro           | Bronz                           |
| ------- | --------- | ----------------- | ------------ | ----------------- | ------------------------------- |
| MS 1983 | Helsinky  | Carl Lewis        | 10,07        | Calvin Smith      | Emmet King                      |
| MS 1987 | Řím       | Carl Lewis        | 9,93         | Ray Stewart       | Linford Christie                |
| MS 1991 | Tokio     | Carl Lewis        | 9,86         | Leroy Burrell     | Dennis Mitchell                 |
| MS 1993 | Stuttgart | Linford Christie  | 9,87         | Andre Cason       | Dennis Mitchell                 |
| MS 1995 | Göteborg  | Donovan Bailey    | 9,97         | Bruny Surin       | Ato Boldon                      |
| MS 1997 | Athény    | Maurice Greene    | 9,86         | Donovan Bailey    | Tim Montgomery                  |
| MS 1999 | Sevilla   | Maurice Greene    | 9,80         | Bruny Surin       | Dwain Chambers                  |
| MS 2001 | Edmonton  | Maurice Greene    | 9,82         | Bernard Williams  | Ato Boldon                      |
| MS 2003 | Paříž     | Kim Collins       | 10,07        | Darrel Brown      | Darren Campbell                 |
| MS 2005 | Helsinky  | Justin Gatlin     | 9,88         | Michael Frater    | Kim Collins                     |
| MS 2007 | Ósaka     | Tyson Gay         | 9,85         | Derrick Atkins    | Asafa Powell                    |
| MS 2009 | Berlín    | Usain Bolt        | 9,58 – RMS   | Tyson Gay         | Asafa Powell                    |
| MS 2011 | Tegu      | Yohan Blake       | 9,92         | Walter Dix        | Kim Collins                     |
| MS 2013 | Moskva    | Usain Bolt        | 9,77         | Justin Gatlin     | Nesta Carter                    |
| MS 2015 | Peking    | Usain Bolt        | 9,79         | Justin Gatlin     | Trayvon Bromell Andre De Grasse |
| MS 2017 | Londýn    | Justin Gatlin     | 9,92         | Christian Coleman | Usain Bolt                      |
| MS 2019 | Dauhá     | Christian Coleman | 9,76         | Justin Gatlin     | Andre De Grasse                 |
| MS 2022 | Eugene    | Fred Kerley       | 9,86         | Marvin Bracy      | Trayvon Bromell                 |
| MS 2023 | Budapešť  | Noah Lyles        | 9,83         | Letsile Tebogo    | Zharnel Hughes                  |

### Ženy
| Rok     | Místo     | Zlato                   | Výkon vítěze | Stříbro                | Bronz                       |
| ------- | --------- | ----------------------- | ------------ | ---------------------- | --------------------------- |
| MS 1983 | Helsinky  | Marlies Göhrová         | 10,97        | Marita Kochová         | Diane Williamsová           |
| MS 1987 | Řím       | Silke Gladischová       | 10,90        | Heike Drechslerová     | Merlene Otteyová            |
| MS 1991 | Tokio     | Katrin Krabbeová        | 10,99        | Gwen Torrenceová       | Merlene Otteyová            |
| MS 1993 | Stuttgart | Gail Deversová          | 10,82        | Merlene Otteyová       | Gwen Torrenceová            |
| MS 1995 | Göteborg  | Gwen Torrenceová        | 10,85        | Merlene Otteyová       | Irina Privalovová           |
| MS 1997 | Athény    | Marion Jonesová         | 10,83        | Žanna Pintusevyčová    | Savatheda Fynesová          |
| MS 1999 | Sevilla   | Marion Jonesová         | 10,70        | Inger Millerová        | Ekaterini Thanouová         |
| MS 2001 | Edmonton  | Žanna Pintusevyčová     | 10,82        | Marion Jonesová        | Chandra Sturrupová          |
| MS 2003 | Paříž     | Torri Edwardsová        | 10,85        | Žanna Pintusevyčová    | Chandra Sturrupová          |
| MS 2005 | Helsinky  | Lauryn Williamsová      | 10,93        | Veronica Campbellová   | Christine Arronová          |
| MS 2007 | Ósaka     | Veronica Campbellová    | 11,01        | Lauryn Williamsová     | Carmelita Jeterová          |
| MS 2009 | Berlín    | Shelly-Ann Fraserová    | 10,73        | Kerron Stewartová      | Carmelita Jeterová          |
| MS 2011 | Tegu      | Carmelita Jeterová      | 10,90        | Veronica Campbellová   | Kelly-Ann Baptisteová       |
| MS 2013 | Moskva    | Shelly-Ann Fraserová    | 10,71        | Murielle Ahouréová     | Carmelita Jeterová          |
| MS 2015 | Peking    | Shelly-Ann Fraserová    | 10,76        | Dafne Schippersová     | Tori Bowieová               |
| MS 2017 | Londýn    | Tori Bowieová           | 10,85        | Marie-Josée Ta Lou     | Dafne Schippersová          |
| MS 2019 | Dauhá     | Shelly-Ann Fraserová    | 10,71        | Dina Asherová-Smithová | Marie-Josée Ta Lou          |
| MS 2022 | Eugene    | Shelly-Ann Fraserová    | 10,67        | Shericka Jacksonová    | Elaine Thompsonová-Herahová |
| MS 2023 | Budapešť  | Sha'Carri Richardsonová | 10,65 – RMS  | Shericka Jacksonová    | Shelly-Ann Fraserová        |